# Edward De Beukelaer
Pour les articles homonymes, voir Beukelaer.
Eduard (Edward) Jacobus De Beukelaer (né à Ekeren le 15 mars 1843 et mort à Brasschaat le 12 juin 1919) est un industriel belge, fondateur et dirigeant de la biscuiterie/chocolaterie du même nom.

## Biscuiterie De Beukelaer
Vers 1869, De Beukelaer démarra la production de biscuits sur des terrains achetés au zoo d'Anvers, près de la gare centrale. Il apprit des Anglais comment fabriquer des biscuits gardant leur fraicheur. Il développa le fameux Prince Fourré en l’honneur du roi Léopold II, le Petit-Beukelaer (petit beurre) et le Cent Wafer entre autres. Il commença aussi à fabriquer des barres de chocolat, des caramels, des toffees, du spéculoos.
L'usine fut vendue en 1960, déplacée à Herentals et fusionnée en 1965 avec l'usine Parein pour donner l'ensemble General Biscuits, qui se retrouvera plus tard entre les mains du groupe LU (petit Biscuit Nantais « le véritable Petit-Beurre »), propriété de Kraft Foods, devenue Mondelēz International. Depuis 1961 elle est « la plus grande biscuiterie d'Europe » et produit en moyenne 233 tonnes par jour. À titre de comparaison la plus grande biscuiterie du monde, à Bahraich en Inde produit en moyenne 493 tonnes par jour, soit 2,1 fois plus.

## Sources
- Schoonselhof
- Antwerpse chocoladeweek